# Hönsarv
Hönsarv (Cerastium fontanum) är en flerårig ört tillhörande familjen nejlikväxter.
Plantan blir 10 till 30 centimeter lång och blommar mellan maj och augusti. Bladen blir 0.5 till 3.5 millimeter långa och är, precis som foderblad och stjälken, håriga. Foderbladen blir 4 till 7 millimeter långa och kronbladen blir i regel lika långa eller någon millimeter längre. Mycket vanlig i hela Sverige. Arten kan möjligen förväxlas med våtarv men hönsarvens stjälk är hårig överallt medan våtarvens stjälk bara har en hårig sida.
Tidigare har arten även klassificerats vetenskapligt som Cerastium caespitosum (Gilib.), Cerastium holosteoides (Fr.), Cerastium vulgare (Hartm.) samt Cerastium vulgatum (L.).

## Varieteter
I viss litteratur delas arten in i följande varieteter:
- Cerastium fontanum var. vulgare - Hönsarv eller ibland "vanlig hönsarv" (har foderblad som är maximalt 5 millimeter långa). Förekommer i hela Norden, även i fjälltrakterna, dock med undantag för Island.
- Cerastium fontanum var. fontanum - Riparv (har foderblad som är 6 till 9 millimeter långa). Riparven kan ibland, tillsammans med fjällarv och snöarv, bilda hybridformer. Förekommer i svenska, norska och finska fjälltrakter samt även på Island.